# Oliver Ekroth
Peter Oliver Ekroth, född 18 januari 1992, är en svensk fotbollsspelare som spelar för Víkingur.

## Karriär

### Tidig karriär
Ekroth började spela fotboll i Rödsle BK. Han gick på fotbollsgymnasiet i Växjö och spelade under den tiden för Östers IF.
Inför säsongen 2012 gick Ekroth till Oskarshamns AIK. Han spelade 17 matcher och gjorde ett mål för klubben i Division 2 Östra Götaland 2012.

### Sandvikens IF
I december 2012 gick Ekroth till Sandvikens IF. Han spelade 21 ligamatcher och gjorde två mål säsongen 2013. Båda målen gjorde Ekroth den 20 juli 2013 i en 2–1-vinst över Vasalunds IF. Under säsongen spelade han även en match i Svenska cupen mot Korsnäs IF (5–1-vinst).
Säsongen 2014 spelade Ekroth 25 ligamatcher och gjorde fyra mål. Han spelade även tre matcher i gruppspelet av Svenska cupen 2013/2014 mot Mjällby AIF (1–0-förlust), BK Häcken (4–1-förlust) och Örgryte IS (2–1-förlust).

### Västerås SK
Den 18 februari 2015 värvades Ekroth av Västerås SK. Han spelade 24 ligamatcher och gjorde ett mål säsongen 2015. Målet gjorde Ekroth den 1 november 2015 i en 4–2-vinst över Södertälje FK. Under säsongen spelade han även två matcher i gruppspelet av Svenska cupen 2014/2015 mot Halmstads BK (2–2) och Syrianska FC (3–1-förlust). Ekroth spelade också två matcher i Svenska cupen 2015/2016 mot Upsala IF och AFC Eskilstuna.
Säsongen 2016 spelade Ekroth 23 ligamatcher och gjorde ett mål. Målet gjorde han den 23 juni 2016 i en 4–3-vinst över BK Forward. Under säsongen spelade han även två matcher i Svenska cupen mot Enhörna IF (3–2-vinst) och IFK Norrköping (4–0-förlust).

### Kristianstad FC
I januari 2017 värvades Ekroth av Kristianstad FC, där han skrev på ett tvåårskontrakt. Ekroth spelade 22 ligamatcher och gjorde ett mål säsongen 2017. Målet gjorde han den 13 maj 2017 i en 7–1-vinst över Assyriska BK. Ekroth spelade även tre matcher i gruppspelet av Svenska cupen 2016/2017 mot Dalkurd FF (3–1-förlust), AIK (3–0-förlust) och GAIS (2–1-vinst). Han spelade också två matcher i Svenska cupen 2017/2018 mot IFK Karlshamn (6–0-vinst) och Halmstads BK (3–1-förlust).
Ekroth var under säsongen även lagkapten för klubben.

### Degerfors IF
Den 8 januari 2018 värvades Ekroth av Degerfors IF, där han skrev på ett tvåårskontrakt. Ekroth debuterade den 19 februari 2018 i en 6–0-förlust mot Djurgårdens IF i gruppspelet av Svenska cupen 2017/2018. Han spelade även ytterligare två gruppspelsmatcher mot Jönköpings Södra (1–1) och IK Frej (3–1-vinst).
Ekroth gjorde sin Superettan-debut den 1 april 2018 i en 2–2-match mot Östers IF, där han även gjorde mål. I följande match mot Halmstads BK gjorde han också mål. Ekroth spelade totalt 29 ligamatcher och gjorde två mål under säsongen 2018.
I februari 2020 förlängde han sitt kontrakt i klubben med två år. Han tog även över som lagkapten efter Christoffer Wiktorsson. Ekroth spelade 28 ligamatcher och gjorde ett mål under säsongen 2020, då Degerfors IF blev uppflyttade till Allsvenskan. Efter säsongen 2021 lämnade han klubben.

### Víkingur
I februari 2022 skrev Ekroth på för den isländska klubben Víkingur.

## Privatliv
Ekroths far, Peter Ekroth, är en före detta ishockeyspelare som vann SM-guld med Södertälje SK 1985. Hans syster, Petronella Ekroth, har spelat fotboll i bland annat Italien och Damallsvenskan.. Ekroths mor, Yvonne Ekroth, var tränare för Djurgårdens IF i Damallsvenskan 2016.

## Karriärstatistik
| Klubb              | Säsong             | Liga                      | Liga    | Liga | Nationell cup | Nationell cup | Internationell cup | Internationell cup | Totalt  | Totalt |
| Klubb              | Säsong             | Division                  | Matcher | Mål  | Matcher       | Mål           | Matcher            | Mål                | Matcher | Mål    |
| ------------------ | ------------------ | ------------------------- | ------- | ---- | ------------- | ------------- | ------------------ | ------------------ | ------- | ------ |
| Oskarshamns AIK    | 2012               | Division 2 Östra Götaland | 17      | 1    | 0             | 0             | —                  | —                  | 17      | 1      |
| Sandvikens IF      | 2013               | Division 1 Norra          | 21      | 2    | 1             | 0             | —                  | —                  | 22      | 2      |
| Sandvikens IF      | 2014               | Division 2 Norrland       | 25      | 4    | 3             | 0             | —                  | —                  | 28      | 4      |
| Sandvikens IF      | Totalt             | Totalt                    | 46      | 6    | 4             | 0             | —                  | —                  | 50      | 6      |
| Västerås SK        | 2015               | Division 1 Norra          | 24      | 1    | 4             | 1             | —                  | —                  | 28      | 2      |
| Västerås SK        | 2016               | Division 1 Norra          | 23      | 1    | 2             | 0             | —                  | —                  | 25      | 1      |
| Västerås SK        | Totalt             | Totalt                    | 47      | 2    | 6             | 1             | —                  | —                  | 53      | 3      |
| Kristianstad FC    | 2017               | Division 1 Södra          | 22      | 1    | 5             | 0             | —                  | —                  | 27      | 1      |
| Degerfors IF       | 2018               | Superettan                | 29      | 2    | 4             | 1             | —                  | —                  | 33      | 3      |
| Degerfors IF       | 2019               | Superettan                | 23      | 5    | 4             | 0             | —                  | —                  | 27      | 5      |
| Degerfors IF       | 2020               | Superettan                | 28      | 1    | 1             | 0             | —                  | —                  | 29      | 1      |
| Degerfors IF       | 2021               | Allsvenskan               | 26      | 1    | 4             | 0             | —                  | —                  | 30      | 1      |
| Degerfors IF       | Totalt             | Totalt                    | 106     | 9    | 13            | 1             | —                  | —                  | 119     | 10     |
| Víkingur           | 2022               | Úrvalsdeild               | 24      | 1    | 5             | 0             | 8                  | 0                  | 37      | 1      |
| Víkingur           | 2023               | Úrvalsdeild               | 26      | 2    | 5             | 0             | 2                  | 0                  | 33      | 2      |
| Víkingur           | 2024               | Úrvalsdeild               | 23      | 0    | 6             | 0             | 9                  | 0                  | 38      | 0      |
| Víkingur           | Totalt             | Totalt                    | 73      | 3    | 16            | 0             | 19                 | 0                  | 108     | 3      |
| Totalt i karriären | Totalt i karriären | Totalt i karriären        | 311     | 22   | 44            | 2             | 19                 | 0                  | 374     | 24     |

## Meriter
Víkingur
- Isländsk mästare: 2023
- Isländsk cupvinnare: 2022, 2023
- Isländsk supercupvinnare: 2022, 2024